# Zakład Karny Nr 1 we Wrocławiu

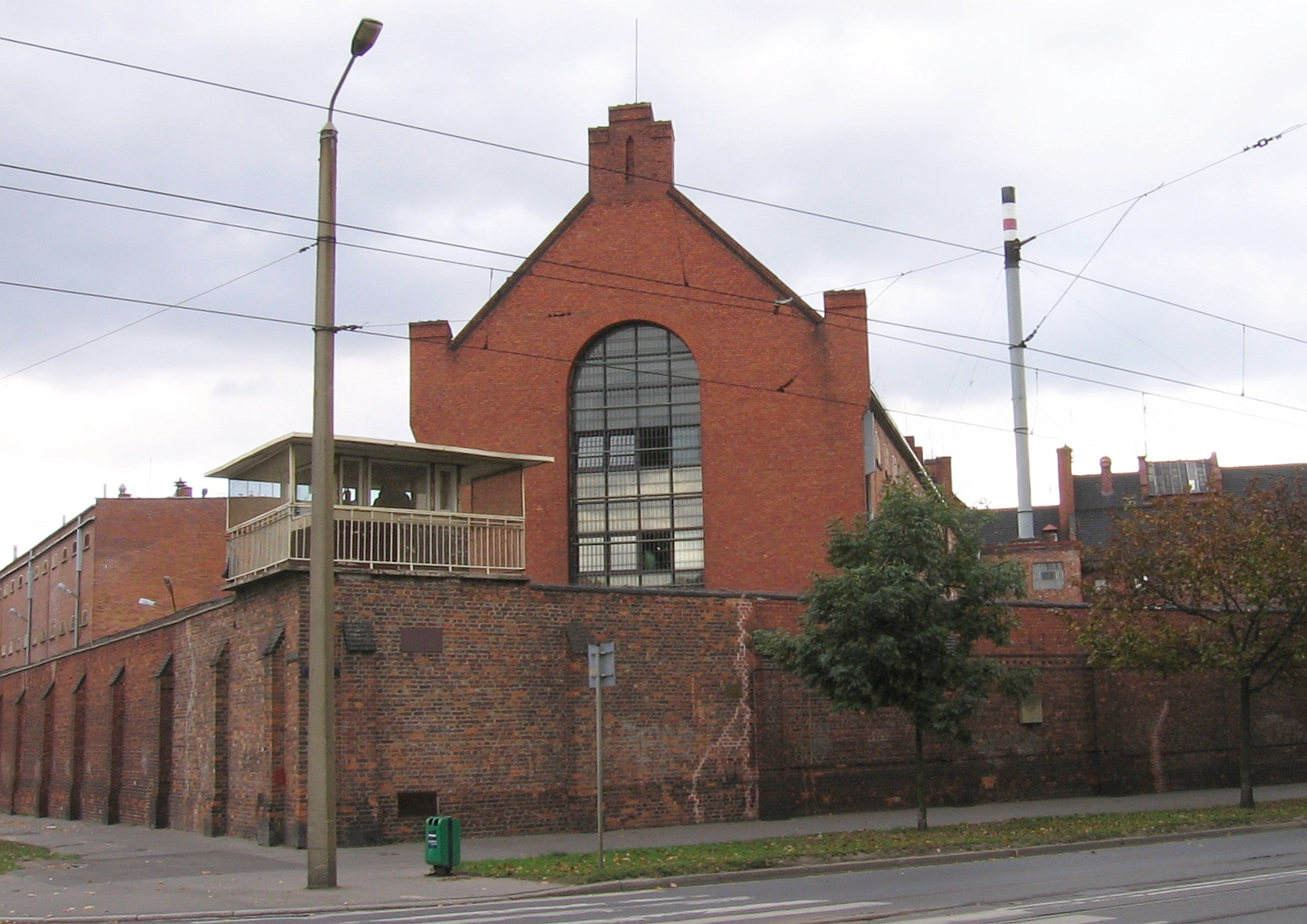
Widok od strony ul. Reymonta; na murze więziennym tablica pamiątkowa poświęcona ofiarom oraz osobna tablica ku pamięci pomordowanych tu Czechów

Zakład Karny Nr 1 we Wrocławiu – więzienie przy ul. Kleczkowskiej we Wrocławiu (osiedle Kleczków), zbudowane w 1895 według projektu Maxa Lebena i Heinricha Butza.
W latach 1917–1918 była tu więziona Róża Luksemburg.
W III Rzeszy poza lokalnymi więźniami przebywali tu kolejno: Czesi po aneksji 1939, Polacy z terenów wcielonych do Rzeszy i ukarani robotnicy przymusowi, obywatele krajów Europy Zachodniej (Nacht und Nebel). Do 1945 w więzieniu wykonywano wyroki śmierci (przy pomocy gilotyny). Podczas wojny zginęło tu 869 osób, w tym wielu Czechów i Słowaków, np. aresztowanych jesienią 1939, oraz Polaków. Ciała zakopywano w Rędzinie lub na dziedzińcu więziennym.
Po wojnie w więzieniu przetrzymywano członków organizacji niepodległościowych, z których wielu rozstrzelano, część zmarła z powodu złych warunków. Ich groby znajdują się na Cmentarzu Osobowickim na polach 120 i 81a. Od 1945 do 1989 wykonywano tu wyroki śmierci (przez rozstrzelanie i powieszenie), m.in. 18 lipca 1946 w magazynie więzienia rozstrzelano Helenę Motykę, Edwarda Szemberskiego, Romana Roszowskiego i Idziego Piszczałka, natomiast 15 kwietnia 1947 rozstrzelano kapitana Eugeniusza Werensa. 24 kwietnia 1953 wykonano egzekucję na Włodzimierzu Pawłowskim i Józefie Radłowskim.
W latach 1945–1955 naczelnikami więzienia byli: Paweł Bida, Henryk Markowicz, Franciszek (Efraim) Klitenik, Teofil Hazelmajer, Stanisław Adamski, Jan Gol, Stefan Wypchał, Andrzej Jarszewicz oraz Daniel Szpacenko.
Obecnie jest jednostką typu zamkniętego i półotwartego dla skazanych mężczyzn odbywających karę po raz pierwszy oraz typu zamkniętego dla młodocianych. Znajduje się tu też areszt dla mężczyzn i kobiet. W ramach zakładu funkcjonuje również Oddział Zewnętrzny w Oleśnicy, z oddziałami terapeutycznymi dla sprawców przestępstw seksualnych.
Więzienie na Kleczkowskiej pojawiło się w spektaklu telewizyjnym pt. Golgota Wrocławska. Wzmianka o nim pojawia się również w książce Margot Michała Witkowskiego. Więzienie jest także miejscem akcji w książce Roberta J. Szmidta Szczury Wrocławia: Kraty.